# Sint-Stefanuskapel (Moorsel)

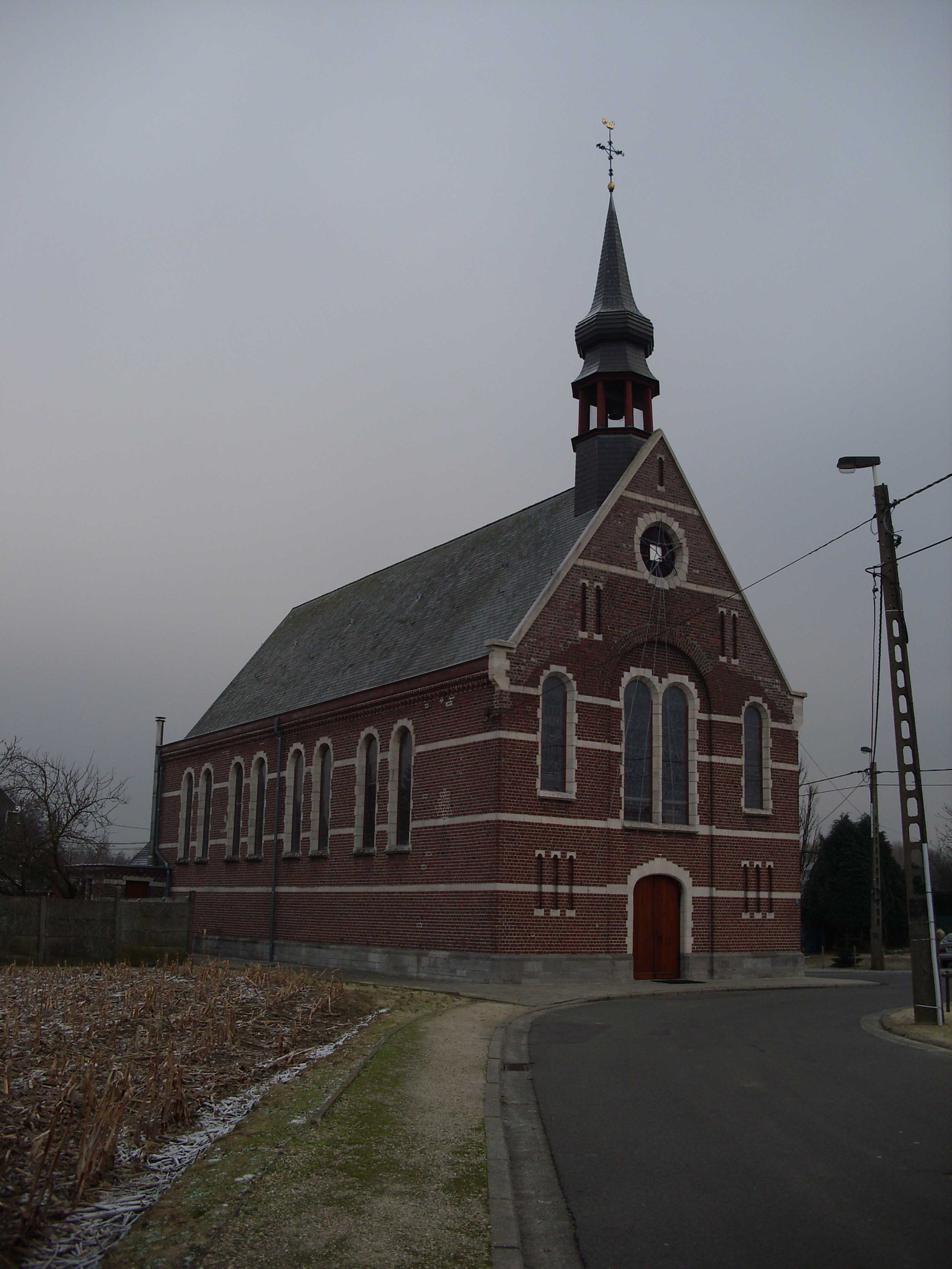
De Sint-Stefanuskapel in 2009

De Sint-Stefanuskapel (ook: Stevenkapel) is een kapel in het nabij Moorsel gelegen gehucht Steven, vroeger Gevergem genaamd. De kapel is gelegen aan de Herbergstraat.

## Geschiedenis
Hier bestond vanouds al een kapel, die mogelijk gesticht werd door de Abdij van Lobbes.  De kapel is gelegen aan de Herbergstraat, centraal tussen enkele grote hoeven zoals: Het Hof ter Hoeven, de Abeelhoeve, het Hof te Bontegem, Dekkerhof,...
Na de godsdiensttwisten, in 1592, werd deze kapel als noodkerk gebruikt. In 1664 werd een nieuwe, bakstenen, kapel gebouwd die echter in 1912 werd afgebroken. In plaats daarvan werd een nieuwe kapel, feitelijk een filiaalkerk, in traditionalistische stijl gebouwd.
Een aantal voorwerpen uit de oude kapel zijn in de nieuwe kapel geplaatst: een 16e-eeuws Sint-Stefanusbeeld, een eikenhouten altaar in Lodewijk XV-stijl, een schilderij, een stuk van een grafsteen en een klokje van 1476.